# Sybra albomaculata
Sybra albomaculata es una especie de escarabajo del género Sybra, familia Cerambycidae. Fue descrita científicamente por Breuning en 1939.
Habita en China. Mide 8 mm.